# Bức tường Đại Tây Dương

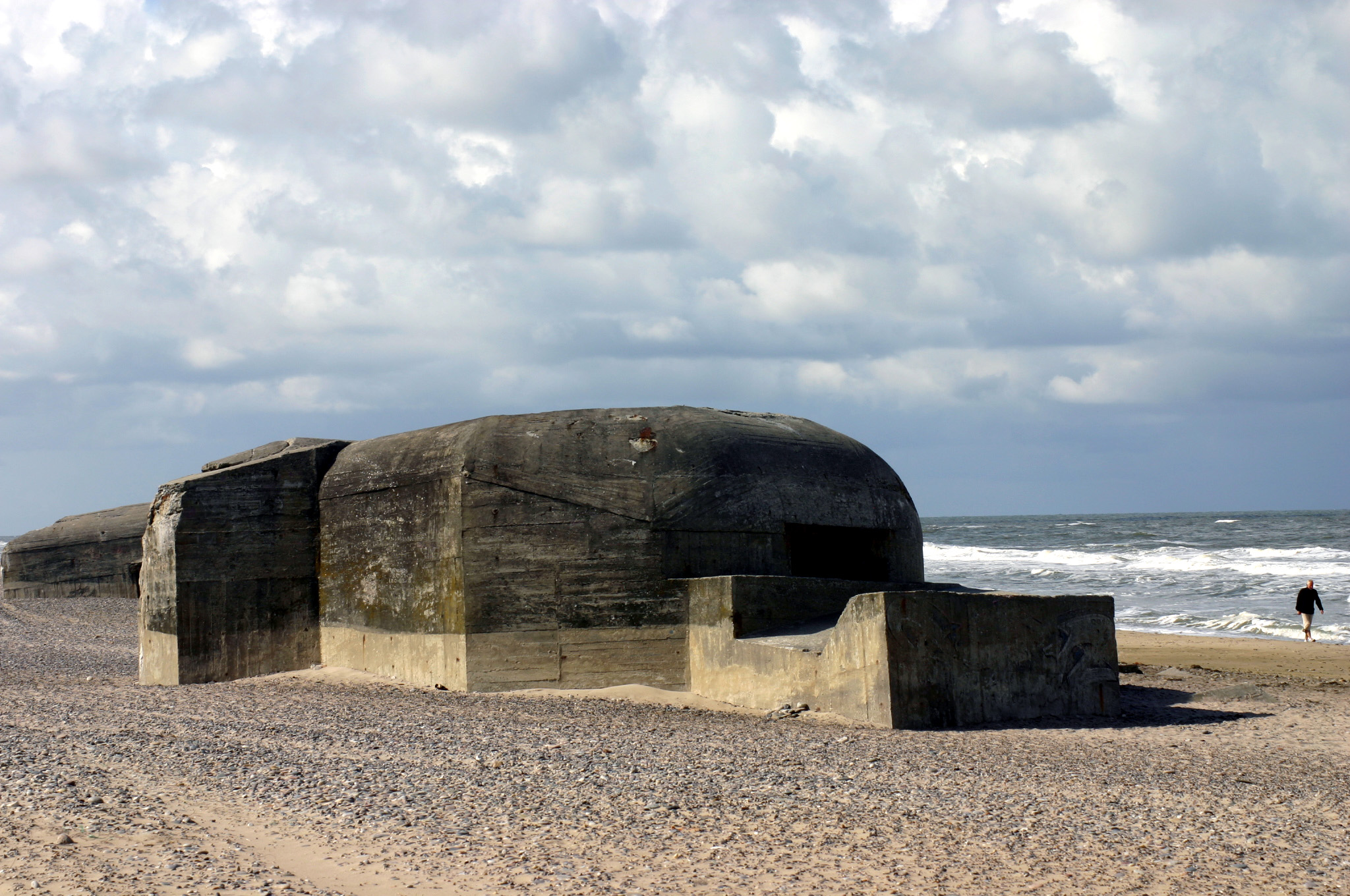
Boong ke Đức tại Søndervig, Đan Mạch

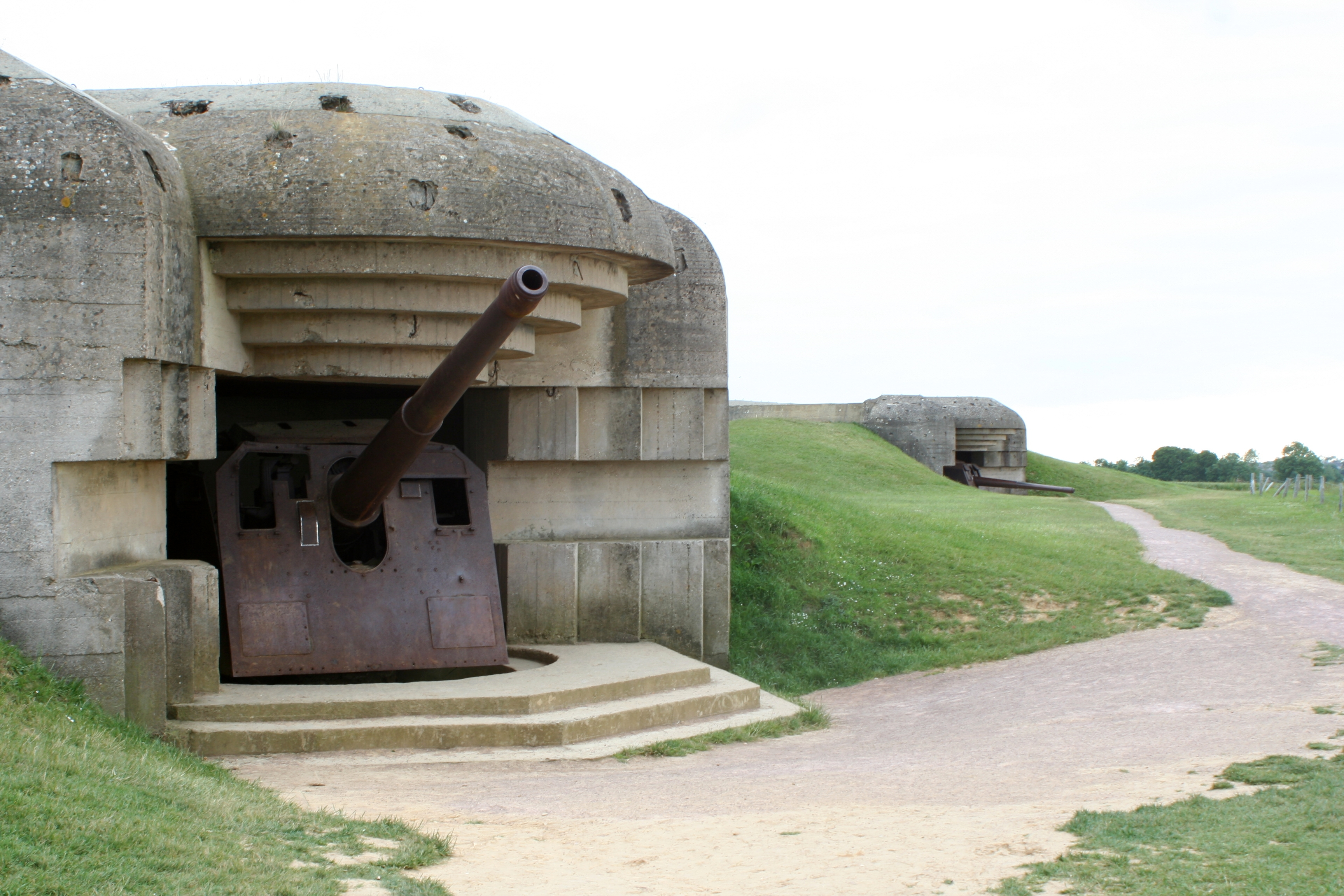
Boong ke Đức tại Longues-sur-Mer, Pháp

Bức tường Đại Tây Dương (tiếng Đức: Atlantikwall) là một tuyến phòng thủ quân sự to và rộng do quân đội Đức Quốc xã xây dựng dọc bờ biển Đại Tây Dương phía tây châu Âu trong những năm 1942 - 1944 thời Thế chiến thứ hai để phòng chống lại quân Đồng Minh từ Anh kéo sang đổ bộ xâm chiếm châu Âu. Toàn tuyến phòng thủ này dài khoảng 2685 km từ phía bắc bán đảo Scandinavi tới nước Pháp với hàng vạn lô cốt và khoảng 6 triệu quả mìn.
Fritz Todt là người từng thiết kế Tuyến phòng thủ Siegfried dọc biên giới Pháp - Đức được cử làm chỉ huy thiết kế và củng cố Atlantikwall. Hàng ngàn người bị cưỡng bách lao động xây dựng các lô cốt, boong ke và các công trình phòng thủ dọc bờ biển Manche trên đất Hà Lan, Bỉ, Pháp.
Đầu năm 1944, thống chế Đức Quốc xã Erwin Rommel được đưa sang giúp kế hoạch tăng cường Atlantikwall. Ông nhận thấy thiết bị hoàn toàn không đủ vững chắc, và lập tức huy động củng cố thêm nhiều chỗ cho tường phòng thủ này. Trong vài tháng Rommel cho xây thêm một loạt những lô cốt bê tông dọc bờ biển, nhiều cái nằm sâu vào phía trong đất liền để chứa lính, súng lớn, súng máy, súng chống tăng, v.v....Đồng thời, ông cho đặt mìn và dựng cọc chống tàu chiến ngầm bên ngoài bãi biển. Mục đích của các cọc ngày là làm vỡ tàu đổ bộ, không cho quân Đồng Minh tràn tới bãi.
Cho đến khi quân Đồng Minh đổ bộ vào Normandie vào ngày 6 tháng 6 năm 1944, quân Đức đã đặt 6 triệu mìn tại miền bắc đất Pháp, nhiều ụ súng pháo dọc các tuyến giao thông từ bờ biển vào đất liền. Tại những bãi đất trống có thể dùng để đáp loại máy bay lượn, Rommel cho dựng những cọc cao và nhọn, gây khó khăn cho không quân Đồng Minh (lính Đồng Minh gọi là măng tây non của Rommel). Những dòng sông cạn cũng bị làm lụt để ngăn cản cuộc hành quân của Đồng Minh.

## Pháo đài
Nhiều cảng được hợp nhất vào Bức tường Đại Tây Dương.Hitler đã ra lệnh cho tất cả các vị trí tại Bức tường Đại Tây Dương chiến đấu đến cùng.
| Địa Điểm               | Chỉ huy                                            | Lính   | Ghi Chú                                                                                    | Thất Thủ          | Ref.   |
| ---------------------- | -------------------------------------------------- | ------ | ------------------------------------------------------------------------------------------ | ----------------- | ------ |
| Alderney               | Maximilian List                                    | 3,200  | Fortifications of Alderney                                                                 | 16 May 1945       | [ 2 ]  |
| Antwerp                | Gustav-Adolf von Zangen                            | 90,000 | Battle of the Scheldt                                                                      | 8 November 1944   | [ 3 ]  |
| Boulogne               | Ferdinand Heim                                     | 10,000 | Operation Wellhit                                                                          | 22 September 1944 | [ 4 ]  |
| Brest                  | Hermann-Bernhard Ramcke                            | 38,000 | Battle for Brest                                                                           | 19 September 1944 | [ 5 ]  |
| Calais/Cap Gris-Nez    | Ludwig Schroeder                                   | 7,500  | Operation Undergo                                                                          | 30 September 1944 | [ 4 ]  |
| Cherbourg              | Karl-Wilhelm von Schlieben                         | 47,000 | Battle of Cherbourg                                                                        | 27 June 1944      | [ 4 ]  |
| Dunkirk                | Friedrich Frisius                                  | 12,000 | Allied siege of Dunkirk                                                                    | 8 May 1945        | [ 6 ]  |
| Guernsey               | Rudolf Graf von Schmettow then Friedrich Hüffmeier | 11,700 | German fortification of Guernsey                                                           | 9 May 1945        | [ 4 ]  |
| Jersey                 | Rudolf Graf von Schmettowthen Friedrich Hüffmeier  | 11,600 | German occupation of the Channel Islands Liberation of the German-occupied Channel Islands | 9 May 1945        | [ 7 ]  |
| La Rochelle/La Pallice | Ernst Schirlitz                                    | 11,500 | Allied siege of La Rochelle                                                                | 9 May 1945        | [ 8 ]  |
| Le Havre               | Hermann-Eberhard Wildermuth                        | 14,000 | Operation Astonia                                                                          | 12 September 1944 | [ 4 ]  |
| Le Verdon-sur-Mer      | Otto Prahl                                         | 3,500  | —                                                                                          | 20 April 1945     | [ 9 ]  |
| Lorient                | Wilhelm Fahrmbacher                                | 25,000 | —                                                                                          | 10 May 1945       | [ 10 ] |
| Ostend                 | Erich Julius Mülbe, Oberst                         | 60,000 | —                                                                                          | 7 September 1944  | [ 11 ] |
| Royan                  | Hans Michahelles                                   | 5,000  | —                                                                                          | 17 April 1945     | [ 10 ] |
| Saint-Malo/Dinard      | Andreas von Aulock                                 | 12,000 | —                                                                                          | 17 August 1944    | [ 12 ] |
| St. Nazaire            | Hans Junck                                         | 35,000 | —                                                                                          | 11 May 1945       | [ 10 ] |
| Zeebrugge              | Knut Eberding                                      | 14,000 | —                                                                                          | 1 November 1944   | [ 13 ] |

## Bảo Vệ

### Tại Pháp
Nhiều công ty xây dựng của Pháp được hưởng lợi từ việc giúp xây dựng Bức tường Đại Tây Dương.Các công ty này không bị phạt sau thế chiến 2
Sau chiến tranh, có rất ít sự quan tâm đến việc bảo tồn Bức tường Đại Tây Dương do những ký ức liên quan đến Vùng chiếm đóng của Đức Quốc xã. 

### Tại những nơi khác
Mặc dù Bức tường Đại Tây Dương chưa hoàn thành đầy đủ, nhiều boongke vẫn tồn tại.